# Sozialgesetzgebung
Die Sozialgesetzgebung bzw. Sozialgesetze, genannt auch Bismarcksche Sozialgesetzgebung, waren ein Versuch des deutschen Reichskanzlers Otto von Bismarck, auf die – im Zuge der Industrialisierung entstandene – soziale Not der Arbeiterschaft im ausgehenden 19. Jahrhundert zu reagieren. Bismarck hatte die politische Sprengkraft der extremen sozialen Gegensätze erkannt und wollte dem entgegenwirken, nicht zuletzt, um der sozialistischen Bewegung den Nährboden zu entziehen. Es galt, der noch jungen Nation zu beweisen, dass der Staat mehr zu bieten habe als die politischen Vertretungen der Arbeiterschaft, und sie auf diese Weise fest an die Regierung zu binden.
Die politische Vertretung forderten die SDAP und der ADAV ab 1875 gemeinsam als SAPD und ADAV, welche sich 1890 SPD nannte. Außerdem machte auch das repressive Sozialistengesetz einen Ausgleich notwendig (Politik mit „Zuckerbrot und Peitsche“). Langfristige Absicht Bismarcks war es, die Autorität der Regierung gegen das erstarkende Proletariat abzusichern.

## Sozialgesetzgebung unter Bismarck
Im Zuge der Sozialgesetzgebung führte Otto von Bismarck 1883 die Krankenversicherung und 1884 die Unfallversicherung ein.
Zunächst waren nur Arbeiter zwangsversichert. Beide Gesetze machten die Schaffung von Krankenkassen wie z. B. die AOK und Berufsgenossenschaften unabdingbar, um den Arbeiter bei einer möglichen Arbeitsunfähigkeit vor großer Not zu bewahren. Die Beiträge zur Krankenversicherung wurden zu 1/3 von den Arbeitgebern und zu 2/3 von den Arbeitnehmern getragen, die Unfallversicherung hingegen finanzierte der Arbeitgeber komplett. Bei der später eingeführten Rentenversicherung standen die Einzahlungen dann im Verhältnis 50:50.
- 1885–1913 Beiträge der Arbeitgeber: 6.670.413.000 Mark;
- Beiträge der Versicherten: 5.949.365.000 Mark;
- Beiträge des Staates: 806.643.000 Mark;1931
- Entschädigungen wurden gezahlt: 10.818.740.000 Mark.1931

Am 24. Mai 1889 verabschiedete der Reichstag des Deutschen Reiches eine Alters- und Invaliditätsversicherung. Am 1. Januar 1891 wurde die gesetzliche Rentenversicherung schließlich (vgl. RGBl. 1889 I S. 97) eingeführt.
Versicherungsträger waren öffentlich-rechtliche Körperschaften, die nach dem Prinzip der Selbstverwaltung existierten. Sie bestanden aus Vertretern der Versicherten und der Arbeitgeber, die ihre Posten ehrenamtlich und unter staatlicher Aufsicht bezogen.

## Unmittelbare Auswirkungen
Bismarcks Sozialgesetze konnten die von ihm erhoffte Entfremdung der Arbeiterschaft von den Sozialdemokraten nicht erreichen. Die unteren Schichten sahen in der Politik des Reichskanzlers vielfach ein Ablenkungsmanöver von den eigentlichen Forderungen der sozialistischen Bewegung. Dies zeigte sich vor allem durch die Begrenzung staatlicher Zuwendungen auf die Arbeiter, während Angestellte und Beamte mit höheren Verdiensten ausgenommen waren. Als entscheidend für das Fehlschlagen von Bismarcks Kalkül erwiesen sich besonders die oft unerfüllbaren Voraussetzungen (so bestand ein Rentenanspruch erst ab dem 71. Lebensjahr) und die schwindend geringe Höhe der Sozialleistungen, die keine finanzielle Absicherung bedeutete. So betrug eine Arbeiterpension im Höchstfall ca. 40 % des letzten Einkommens.
Darüber hinaus öffnete sich während des Bestehens des deutschen Kaiserreichs die soziale Schere immer weiter. Zwar stieg das durchschnittliche Pro-Kopf-Einkommen von 320 Mark 1870/1879 auf 845,1 Mark 1913 und verdreifachte sich damit beinahe. Dem stand aber ein sinkender Anteil der Löhne am Volkseinkommen gegenüber, das heißt, sie stiegen durchschnittlich immer weniger als andere Einkommensarten wie Unternehmensgewinne, Einkünfte aus Kapitalvermögen oder Mieteinnahmen. Die Reallöhne der Arbeiter und der unteren Angestellten stiegen vom Ende der 1880er Jahre bis zum Ausbruch des Ersten Weltkriegs nur um ein Prozent, sie blieben also faktisch gleich, während sich das Volkseinkommen in dieser Zeit mehr als verdoppelte. Der Sozialhistoriker Hans-Ulrich Wehler bemerkt, dass die Mechanismen zur innergesellschaftlichen Verteilung des Volkseinkommens nicht von wohlfahrtsstaatlichen Maßnahmen beeinflusst wurden, sondern weiterhin den Gesetzen des Marktes unterlagen, was zu einer „Zementierung der Ungleichheit“ geführt habe. Die Versöhnung zwischen Proletariat und Staat blieb daher aus.

## Historische Bedeutung
Mit der Errichtung dieser Institutionen war Deutschland der weltweite Vorreiter beim Aufbau des staatlichen Sozialsystems. Bismarck hatte ein Modell geschaffen, das bald auch von zahlreichen anderen Ländern übernommen wurde und bis heute die Grundlage des Sozialstaates bildet. Der Reichskanzler selbst gab diese Politik nach dem Scheitern seiner Rechnung bald auf und widmete ihr selbst in seinen späteren Lebensmemoiren kein Wort mehr.

## Weitere Entwicklung bis in die Gegenwart
Diese Gesetze wurden letztendlich 1911 in die Reichsversicherungsordnung zusammengefasst, zu der 1911 auch die Angestelltenversicherung gehörte. Später kamen weitere Personengruppen in die gesetzliche Rentenversicherung, z. B. die Landwirte, Handwerker, Künstler.
1927 wurde die Arbeitslosenversicherung eingeführt, 1995 als letzter Zweig der Sozialversicherung die Pflegeversicherung.
Nachdem 1957 mit der dynamisierten Sozialrente, die sich an den aktuellen Lohnsummen orientierte, ein großer Meilenstein der Sozialgesetzgebung geschaffen wurde, wurden in den 60er und 70er Jahren weitere Sozialleistungen eingeführt oder konsolidiert, z. B. 1969 die Ausbildungsförderung nach dem BAföG, 1975 das Kindergeld (ab dem 1. Kind), 1980 der Unterhaltsvorschuss für Alleinerziehende. 1986 folgte die Einführung des Erziehungsgeldes und Erziehungsurlaubs (jetzt Elternzeit).
Die Fürsorge wurde 1961 durch das Bundessozialhilfegesetz (BSHG) ersetzt; hier gab es erstmals Rechtsansprüche für mittellose Personen. 2003 wurde eine Grundsicherung für alte Menschen und Erwerbsunfähige etabliert.
Seit 1969 hat der Gesetzgeber mit der Konzeption einer Zusammenfassung von zahlreichen Einzelgesetzen zu einem zusammenhängenden Gesetzeswerk begonnen, die inzwischen sehr weit fortgeschritten ist. Das Sozialgesetzbuch enthält sowohl Regelungen zu verschiedenen Zweigen der Sozialversicherung, die früher in der Reichsversicherungsordnung kodifiziert waren, als auch zu jenen Teilen des Sozialrechts, die nicht den Charakter einer Versicherung tragen, sondern als Leistungen staatlicher Fürsorge aus Steuermitteln finanziert werden.
In den letzten Jahren sind weite Bereiche des Sozialrechtes durch die schlechte Haushaltslage der öffentlichen Träger Sparmaßnahmen unterworfen worden. Besonders im Bereich der Krankenversicherung und der Rentenversicherung wurden Leistungskürzungen vorgenommen, in Form von Leistungsausschlüssen, Eigenanteilen, Nichtberücksichtigung bestimmter Umstände als Vorversicherungszeiten usw.

## Weiterführende Literatur
- Karl Erich Born: Sozialpolitische Probleme und Bestrebungen in Deutschland von 1848 bis zur Bismarckschen Sozialgesetzgebung. In: Vierteljahrsschrift für Sozial- und Wirtschaftsgeschichte. Band 46, 1959, S. 29–44.